# Si Salah
Pour les articles homonymes, voir Salah et Zamoum.
Si Salah, de son vrai nom Ben Rabeh Mohamed Zamoum, né le 28 novembre 1928 et mort au combat le 20 juillet 1961 à M'Chedallah, est un militant nationaliste algérien, colonel de l'ALN et chef par intérim de la Wilaya IV historique durant la guerre d'Algérie. Il est le frère de Ali Zamoum, lui aussi militant nationaliste de la première heure.

## Biographie
Si Salah est né à Aïn Taya, près d'Alger, d'un père instituteur. Après avoir atteint le niveau du brevet élémentaire, il occupe le poste de secrétaire de la mairie d'Ighil Imoula, en Kabylie. En 1953, il est condamné pour vol et usage frauduleux de cachets officiels au profit de l'Organisation spéciale. Arrêté par les renseignements généraux et incarcéré à la prison de Tizi Ouzou, il subit la torture pendant 22 jours. Libéré au début de l'année de 1954, il participe aux côtés de Krim Belkacem, Amar Ouamrane et de Slimane Dehilès, au soulèvement du 1er novembre 1954. Il est activement recherché par la police française et condamné à mort par contumace par le Haut Tribunal militaire.
En 1957, il rejoint l'armée des frontières basée au Maroc, puis il est nommé adjoint du colonel Boumédiène, chef de l'État-Major Général, mais il ne peut pas rejoindre ce poste. En 1958, il succède à Si Mohammed (alias colonel Bouguerra) à la tête de la Wilaya IV historique et en même temps membre du CNRA. Il fait un voyage en Tunisie, pour faire parvenir aux maquis des armes et des munitions d'où il est revenu « écœuré des intrigues de salon qui empoisonnent le climat parmi les représentants du GPRA à Tunis beaucoup plus que le sort des maquisards qui se battent dans les maquis ».
D'avril à juin 1959, la Wilaya IV historique est en proie aux manœuvres d'intoxication et d'infiltration des maquis orchestrées par l'armée française connue sous le nom de la « bleuite » : 489 officiers de l'ALN seront exécutés sous ses ordres, la « purge » est conduite par son adjoint militaire, Si Mohamed, alias Djilali Bounaâma.

### Rencontre secrète avec De Gaulle
Au début de l'année 1960, avec les opérations militaires intensives du plan Challe, Si Salah, persuadé que la guerre risquait d’être perdue si aucun secours ne parvenait de l’extérieur, ne dissimule pas devant ses troupes, sa rancœur vis-à-vis du GPRA et l'Armée des Frontières à sa tête le colonel Boumédiène. À la suite de l'appel du général De Gaulle en direction des chefs du FLN pour une « Paix des Braves », Il charge trois de ses officiers de prendre contact avec les autorités françaises de la Métropole pour entamer des pourparlers de paix sans l'accord du GPRA. Les discussions furent menées du côté français par Bernard Tricot et le colonel Mathon. Elles aboutissent à un accord sur la remise des armes et la destination des combattants. Pour décider leurs interlocuteurs à s'engager et pour les aider à convaincre leurs camarades des wilayas voisines, les négociateurs français conduisirent Si Salah et ses adjoints Si Mohammed et Si Lakhdar (ce dernier est très réticent), à l'Élysée le 10 juin 1960. Le général de Gaulle les reçoit avec bienveillance, mais leur annonce son intention de lancer un dernier appel au GPRA pour qu'il accepte la « paix des braves » le 14 juin. Celui-ci répond positivement, envoie une délégation à Melun du 25 au 29 juin pour préparer une rencontre entre le président du GPRA Ferhat Abbas et celui de la République française. Faute d'un accord préalable sur la remise des armes, le général de Gaulle met fin aux entretiens. Si Salah est relégué aux oubliettes. Pendant ce temps, Si Mohammed fait exécuter Si Lakhdar, puis arrête Si Salah, qui tentait de rallier la Wilaya III historique à son initiative. Les deux hommes périssent un an plus tard.

### Mort
Si Salah sera tué le 20 juillet 1961, sur une crête du Djurdjura à Maillot (aujourd'hui M'Chedallah), près de Bouira. Selon Pierre Montagnon, il a été tué par le commando de chasse Partisan 4 du capitaine Gaston, un commando de chasse de l'armée française, tandis que pour l'historienne Michèle Cointet, il a été « exécuté » par les services spéciaux français. Convoqué par le GPRA, il se rendait en Tunisie, avec une faible escorte. Ses derniers mots seront : « De Gaulle nous a trahis. C'est lui le responsable de mon sort,. »
Tous les témoins algériens de la rencontre du 10 juin 1960 à l’Élysée ont disparu. Les témoins français auraient, eux, reçu l'ordre de se taire.

## Hommages
Une école, un boulevard et une rue portent le nom de Si Salah en Algérie depuis l'indépendance à Boghni, Bouira et Alger.

## Décorations
- Ahid de l'ordre du Mérite national d'Algérie.